# دانشگاه البیت
دانشگاه البیت (به عربی: جامعة آل البیت) یک دانشگاه در اردن است که در شهر المفرق واقع شده‌است.